# Орнушка вас
Орнушка вас (словен. Ornuška vas) је насељено место у општини Мокроног–Требелно, регија Југоисточна Словенија, Словенија.

## Историја
До територијалне реорганизације у Словенији било је у саставу старе општине Требње.

## Становништво
У попису становништва из 2011. године, Орнушка вас је имало 50 становника.
| Број становника према пописима | Број становника према пописима | Број становника према пописима |
| ------------------------------ | ------------------------------ | ------------------------------ |
| 1991                           | 2002                           | 2011                           |
| 40                             | 47                             | 50                             |

Напомена: Године 2006. извршена је мања размена територија између насеља Орнушка вас и Подтурн.